# دانشگاه ایبادان
دانشگاه ایبادان (UI) یک دانشگاه تحقیقاتی دولتی در ایبادان، نیجریه است. این دانشگاه زمانی کالج دانشگاه لندن بود. این کالج در سال ۱۹۴۸ به عنوان دانشگاه کالج ایبادان، یکی از کالج‌های متعدد در دانشگاه لندن تأسیس شد. این دانشگاه در سال ۱۹۶۲ به یک دانشگاه مستقل تبدیل شد و قدیمی‌ترین مؤسسه اعطا کننده مدرک در نیجریه است. دانشگاه ایبادان از طریق شبکه فارغ التحصیلان خود به توسعه سیاسی، صنعتی، اقتصادی و فرهنگی نیجریه کمک کرده است.

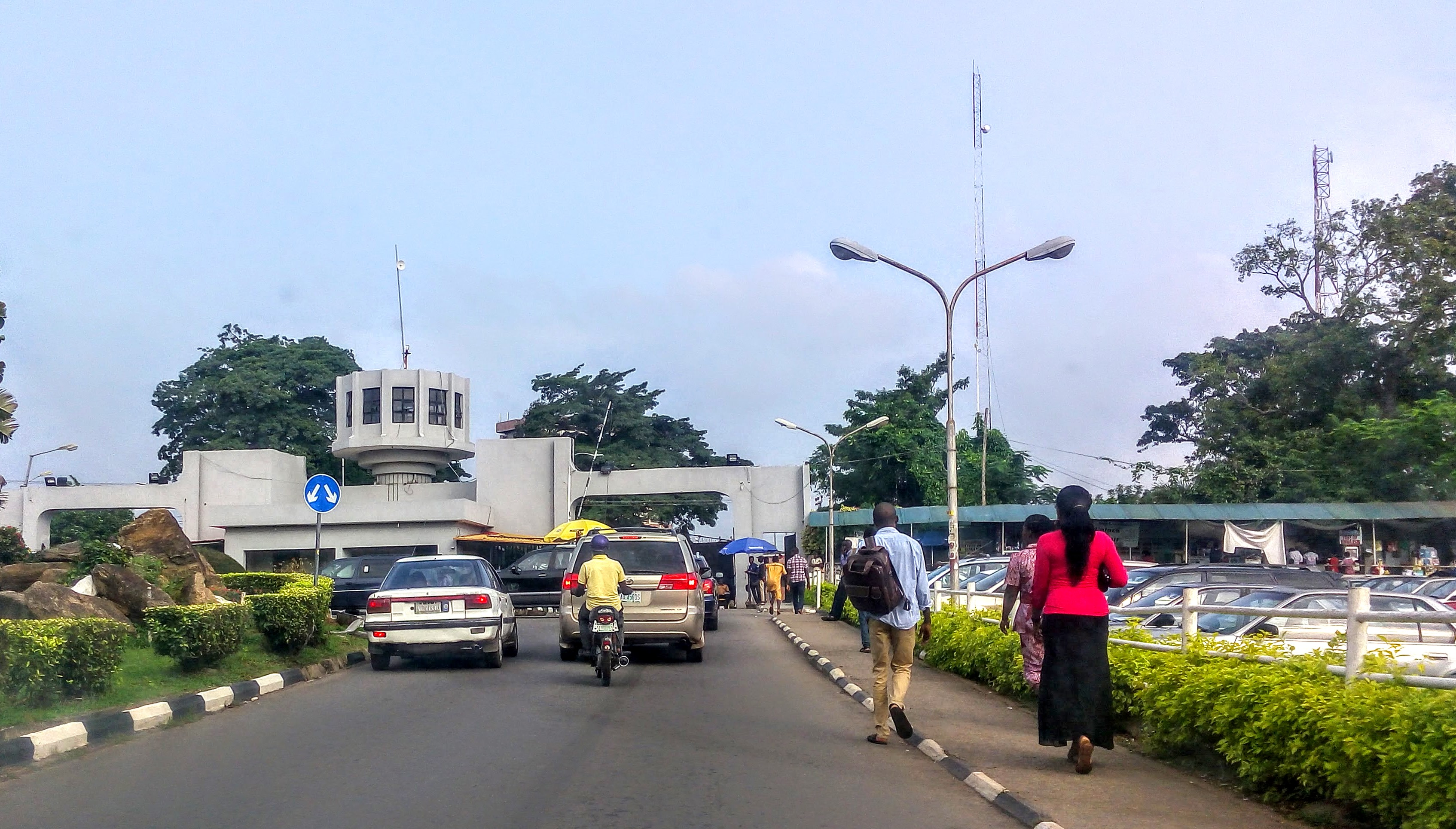
دروازه دانشگاه عبادان